# Orquestra Filarmônica de Plovdiv
A Orquestra Filarmônica (português europeu) ou Filarmônica (português brasileiro) de Plovdiv é uma orquestra búlgara fundada em 1945. Tem suas raízes na secular tradição orquestral do maior centro cultural da Trácia.

## Gravações
- Mozart, Árias operísticas para mezzo-soprano e orquestra. Irena Petkova (mezzo-soprano), Orquestra Filarmônica Plovdiv, Nayden Todorov (maestro), 1999. Selo: Music Minus One. ISBN 1-59615-552-3.

- Robert Schumann, Concerto para Piano em Lá. Ivan Drenikov, piano, Dobrin Petkov, maestro. LP Balkanton BCA 10290, CD Balkanton 030197/ Castle Communications / St.Clair.

- L. van Beethoven, Concerto para Piano N°4 em Sol. Ivan Drenikov, piano, Dobrin Petkov, maestro. Ao vivo, Sófia, 1979, CD Balkanton 030197.